# Csiprovci
Csiprovci (bolgárul: Чипровци, IPA: [ˈtʃiproft͡si]) város Bulgária Montana megyéjében, a kilenc falut összefogó Csiprovci kistérség központja. A közel 2000 lakosú település az Ogoszta folyó partján fekszik a Balkán-hegység nyugati részén.
A települést feltehetően a késő középkorban alapították bányászati és kohászati központként. A területre német ércbányászok érkeztek, akik magukkal hozták a római katolikus vallást. A város a bolgár katolikusok számára, valamint az ország északnyugati részének fontos kulturális, gazdasági és vallási központja lett az oszmán uralom első évszázadaiban. 1688-ban kirobbant az oszmánellenes csiprovci felkelés, melynek leverését követően a város lakosságának egy része Habsburg-területekre menekült, de például Szentendrén is telepedtek le csiprovciak; másokat az oszmánok elfogtak és megöltek, vagy rabszolgaként elhurcoltak.
Mintegy harminc évig volt elhagyatott, majd az 1720-as évek elején ortodox keresztény bolgárok népesítették be újra. Ekkor vált a település a bolgár szőnyegipar egyik fontos központjává. 2014-ben a csiprovci szőnyegszövést az UNESCO a szellemi kulturális örökség részévé nyilvánította. Jelentős volt továbbá Csiprovciben az állattenyésztés, a mezőgazdaság, valamint a szőrmekereskedelem is. A jelenkorban a település, valamint a kistérség lakossága csökken, jellemző a munkanélküliség. A helyi fluoritlelőhelyek néhány évig a településre vonzottak egy bányászcéget, azonban 2016-ban a bánya bezárt. Csiprovci számára a jövőt az alternatív turizmus jelentheti.

## Neve
Ivan Duridanov nyelvész szerint a település eredeti neve Kipurovec (Кипуровец) lehetett. Jelenlegi alakja fokozatosan alakult ki hangeltolódás és hangugratás (szinkópa) következtében. A név szláv eredetű, de kapcsolódhat a görög kíposz (κήπος, „kert”) szóhoz, melyet a szerb nyelv is kölcsönvett. Egyes kutatók a Kipra vagy Kipro személynévből eredeztetik, melynek jelentése szépség, illetve vidámság. Egy, Duridanov által elutasított népszerű feltételezés szerint a latin cuprum (réz) szóból származik, a környéken található római kori rézbányák miatt.
A település nevét először egy nyugati forrásban fedezték fel, egy 1565-ös latin nyelvű dokumentumban, Chiprovatz alakban. A 16. és 17. században Chipurovatz, Chiprouvatz, Chiprovotzii, Chiprovtzi, Kiprovazo, Chiprovatzium, Kiprovetz és Kiprovtzi alakok is előfordultak. A szóvégi /at͡s/ toldalék szerbhorvát kiejtése a sztenderd bolgár /ɛt͡s/ helyett az úgynevezett „illíriai nyelv” hatásával magyarázható, mely a horvát nyelv dalmáciai változata volt; ezt a ferencesek használtak a településen a 17. században.
Csiprovci városrészeinek elnevezése a hagyományok szerint a lakói foglalkozásához és társadalmi státusához köthető. 1888-ban Dimitar Marinov jegyezte fel a következő városrészeket: Szrebril (Сребрил) vagy Szrebrana (Сребрана), azaz „ezüstművesek”; Kjurkcsijszka (Кюркчийска), azaz „szőrmekereskedők”; Pazarszka (Пазарска), azaz „kereskedők”, Tabaska (Табашка), azaz „bőrművesek”, Parcal (Парцал) és Trap (Трап). A 17. századig Szakszonszka („szászok”) elnevezésű városrész is létezett. Használatban volt még a Dolni kraj (Долни край, „alsó rész”) és Gorni kraj (Горни край, „felső rész”) elnevezés is, a folyóhoz, illetve a hegyekhez közelebbi városrészekre.
A Déli-Shetland-szigeteki Rugged-sziget Chiprovtsi-fokát a településről nevezték el.

## Földrajza

A Csiprovci kistérség térképe

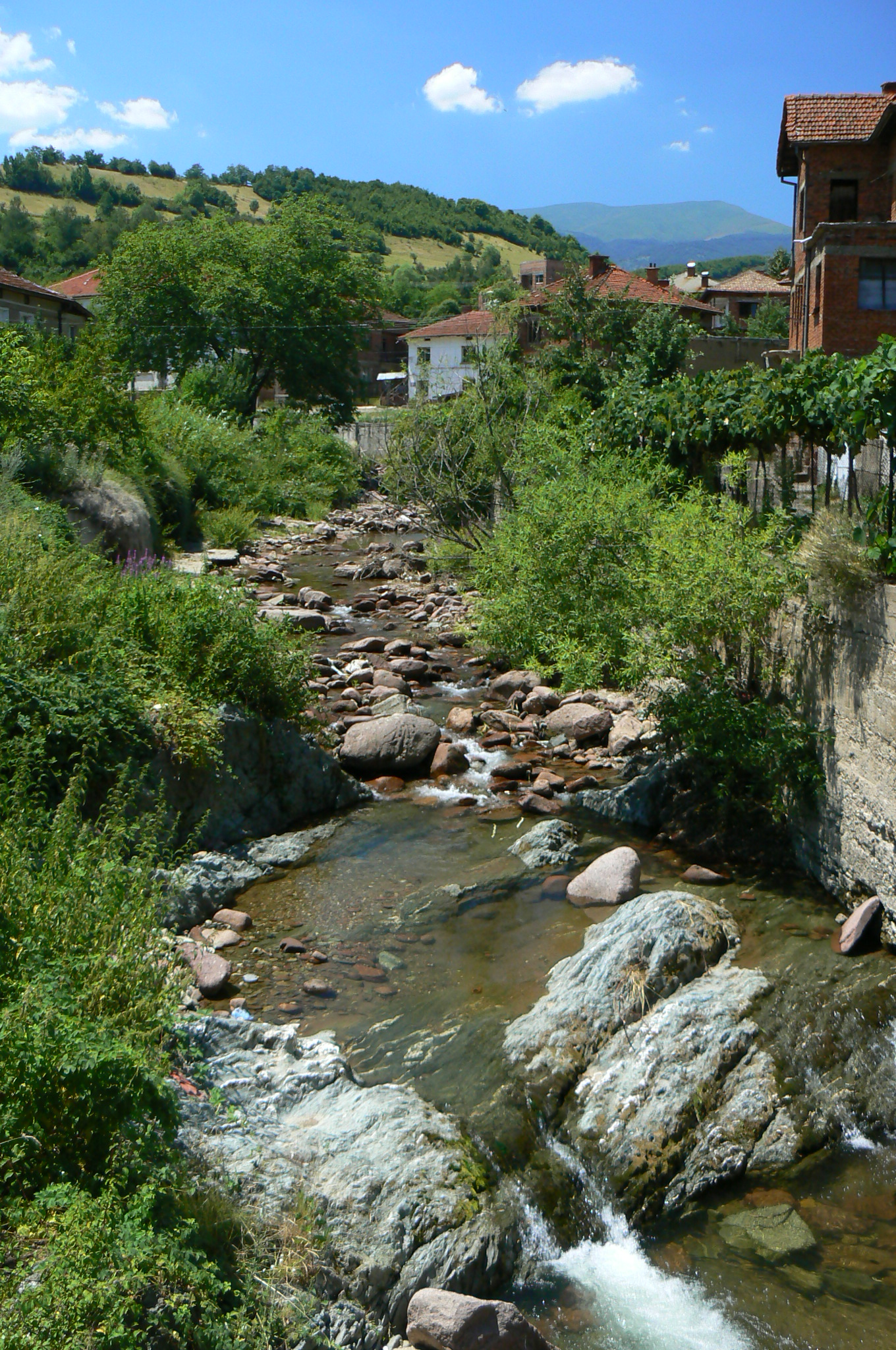
Az Ogoszta folyó Csiprovcinál

Csiprovci a Csiprovci-hegység lábánál fekszik, amely a Balkán-hegység nyugati vonulatának része, és Bulgária és Szerbia határán fekszik. 35 kilométer hosszú és több csúcsa is 2000 méter feletti, például a Midzsur a maga 2168 méterével, vagy a Martinovo-hegy, 2011 méterrel. A település az Ogoszta folyó partján található, mely a Csiprovci-hegységben ered és a Dunába torkollik. A várostól északkeletre terül el a Siroki-hegység, az Előbalkán hegyvidék része. A terület gazdag fémekben és ásványokban.
A terület a nedves kontinentális éghajlati övben található, enyhe hegyvidéki éghajlati hatással. Az éves átlaghőmérséklet 9,7 °C, a januári átlaghőmérséklet –1 °C, a júliusi 20 °C. A csapadék éves átlagmennyisége 776–816 mm. A tavasz rövid és esős, a nyár forró és száraz. Télen erős északkeleti szél fúj és a völgyben hőmérsékletinverzió alakul ki.

## Történelme

### Ókor és középkor
Csiprovci területe már a trákok, valamint a Római Birodalom idejében is lakott volt, a helyi érceket is bányászták. Velizar Velkov történész szerint az Ogoszta völgyét az i. e. 1. évezred óta lakták trákok: a triballi törzs, vagy más trák törzs tagjai. A mai Bulgária északnyugati részét i. e. 29. körül hódították meg a rómaiak, majd Traianus császár uralkodása idején, 98–117 között megszilárdították az uralmukat. Csiprovci környékén római erődítmények romjai találhatóak, például a 63 kilométerre lévő „latin erőd” Kulánál, ahol Marcus Aurelius (161–180) és Commodus (180–192) uralkodása idejéből származó pénzérméket találtak, valamint a Csiprovcitól 2,5 kilométerre délre található „Nagy rom” néven ismert romok. A területen található arany-, ezüst-, ólom-, réz- és vasbányák jelentős bevételhez juttatták a rómaiakat, akik mindent megtettek, hogy megvédjék a bányákat a barbár támadásoktól.
A 6–7. században a hét szláv törzs és a bolgárok megérkezését követően, az első dunai bolgár birodalom 680-as megalapításával a korábbi Keletrómai Birodalom (Bizánc) területei bolgár fennhatóság alá kerültek. 1018–1185 között rövid ideig visszaállt a bizánci uralom, majd a kései 14. századi, korai 15. századi oszmán hódításokig a második dunai bolgár birodalom alá tartozott Csiprovci területe is.

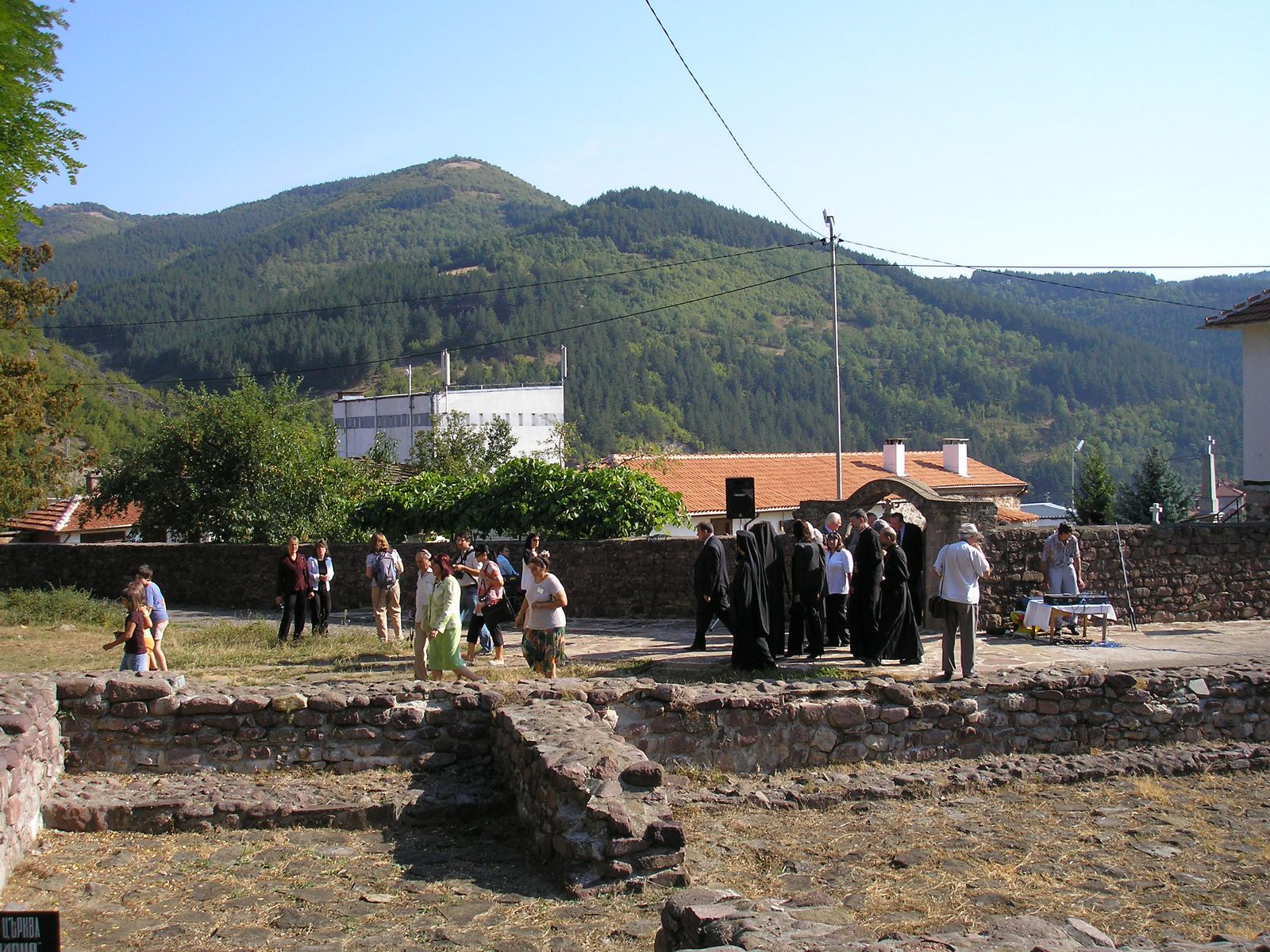
A 15. századi Szent Mária templom romjai

Azt, hogy a német bányászok (саси, szaszi, szászok) mikor érkeztek a területre, nem lehet pontosan tudni. Egyes kutatók a 14. század közepére, az utolsó bolgár cárok idejére datálják, mások úgy vélik, az oszmán uralom kezdetén jöttek a városba. Az sem biztos, hányan érkeztek és pontosan honnan, bár abban az időszakban gyakran alkalmaztak német bányászokat szakértőként Oláhország (Havasalföld és Moldva), Erdély és a Szerb Királyság területén is. Csiprovciba feltehetően egy 50–60 fős csoport érkezett a családjaikkal együtt, és valószínűleg a helyi lakosokkal szemben bizonyos kiváltságokat élveztek. A helyi bányákban munkairányítóként és szakértőként dolgoztak, hozzájárulva a térség technológiai fejlődéséhez. A 15. század közepére fokozatosan beolvadtak a bolgárok közé, erről tanúskodik a német nevek szláv toldalékolása a népesség-nyilvántartásokban. A 17. századig a Szászok elnevezésű városrész is tanúskodott a jelenlétükről, és ők hozták magukkal a római katolikus vallást is a városba.
A 14. század második felében boszniai horvátok és raguzai kereskedők érkeztek Csiprovciba és környékére, ferences szerzetesek kíséretében. Vitomir Belaj horvát történész szerint a ferencesek az olasz származású boszniai lelkész, Bartol Alvernski („Alvernai Bertalan”) idejében, 1366-ban érkeztek a területre. Az újdonsült telepesek között nemesi származásúak is voltak. Belaj szerint a Pejácsevich család ősei, a Parcsevics család tagjai is köztük voltak.

### Az oszmán uralom kezdete
Amikor az oszmánok a 14–15. században meghódították a Balkánt, a csiprovci ércbányák fontossá váltak számukra mind hadászati, mind civil szempontból, ezért a háborús időszak alatt szünetelő bányászat újraindítása volt a céljuk. Feltehetően a 15. század végén kezdték el újra a bányászatot itt, egy 1479-es feljegyzés szerint a „boszniai, hercegovinai és máshol lévő bányákat” kibérelték.
| Év   | Népesség                                  | Forrás                |
| ---- | ----------------------------------------- | --------------------- |
| 1577 | 2000                                      | anonim                |
| 1585 | 300 család (az ortodoxokat is beszámítva) | oszmán feljegyzés     |
| 1624 | 2600                                      | Pietro Masarechi      |
| 1640 | 4430                                      | Baksev (Бакшев)       |
| 1647 | 4000                                      | Baksev                |
| 1649 | 3800                                      | Baksev                |
| 1653 | 3660                                      | Baksev                |
| 1658 | 3640                                      | Baksev                |
| 1666 | 550 család (az ortodoxokat is beszámítva) | oszmán feljegyzés     |
| 1667 | 4140                                      | Baksev                |
| 1670 | 4140                                      | Baksev                |
| 1679 | 4270                                      | Knezsevics (Кнежевич) |

Csiprovci néhány környékbeli településsel együtt kb. 380 000 akcsét jövedelmező hász volt, a szultáni család birtokai közé tartozott, később a válide szultána birtoka lett. Ez azzal a kiváltsággal járt, hogy a területen élő keresztényeket nem háborgatták, de évente adót fizettek a portának. Később a környék státusa vakfra változott (muszlim adománybirtok, jótékony célra). Az oszmán uralom első három évszázadában Csiprovci vajdasági központ volt, 12 másik település tartozott még a vajdasághoz. A városban csak egyetlen oszmán személy tartózkodott, a szultán képviseletében, és törökök nem telepedhettek itt le. A települést helyi, bolgárokból álló választott tanács (knezove) vezette.
Az 1520-as években Csiprovci a birodalom egyéb bányászati központjaihoz képest kicsinek számított. Ebben az időszakban még csak 47 553 akcsét jövedelmezett, míg például Kratovo 100 000-et, Srebrenica pedig 477 000-et. A Szűz Mária-templom 1487 körül épült, így a katolikus bányászok ez időtájt érkezhettek a településre, de Csiprovci csak az 1520-as évek után vonzott több telepest és vált az Oszmán Birodalom egyik fontos bányászati központjává. 1528-ra a településen már pénzverde működött, ahol ezüstérméket készítettek. 1585-re a munkások már éjt nappallá téve dolgoztak, annyira magas adókat kellett fizetni, ez pedig lázongáshoz vezetett, és attól lehetett tartani, hogy kivándorolnak. Ebben az időben Csiprovci már 1 400 000 akcsét jövedelmező terület volt, a birodalom egyik vezető bányászati és fémmegmunkálási régiója.
A 16. század közepére a város Róma katolikus tisztviselőinek figyelmét is felkeltette. 1565-ben Ambrosius (Амброзий), Antivari (ma Bar, Montenegró) érseke érkezett Csiprovciba apostoli vizitátorként. 1592–1595-ben egy boszniai horvát pap, Petar Szolinat (Петър Солинат), ferencesek segítségével katolikus missziót hozott létre a városban. 1601-ben Szolinatot Szófia püspökévé nevezték ki, székhelye azonban Csiprovciban maradt, mert Szófiában a katolikus lakosság mindössze néhány raguzai kereskedőcsaládra korlátozódott.

### Virágkora

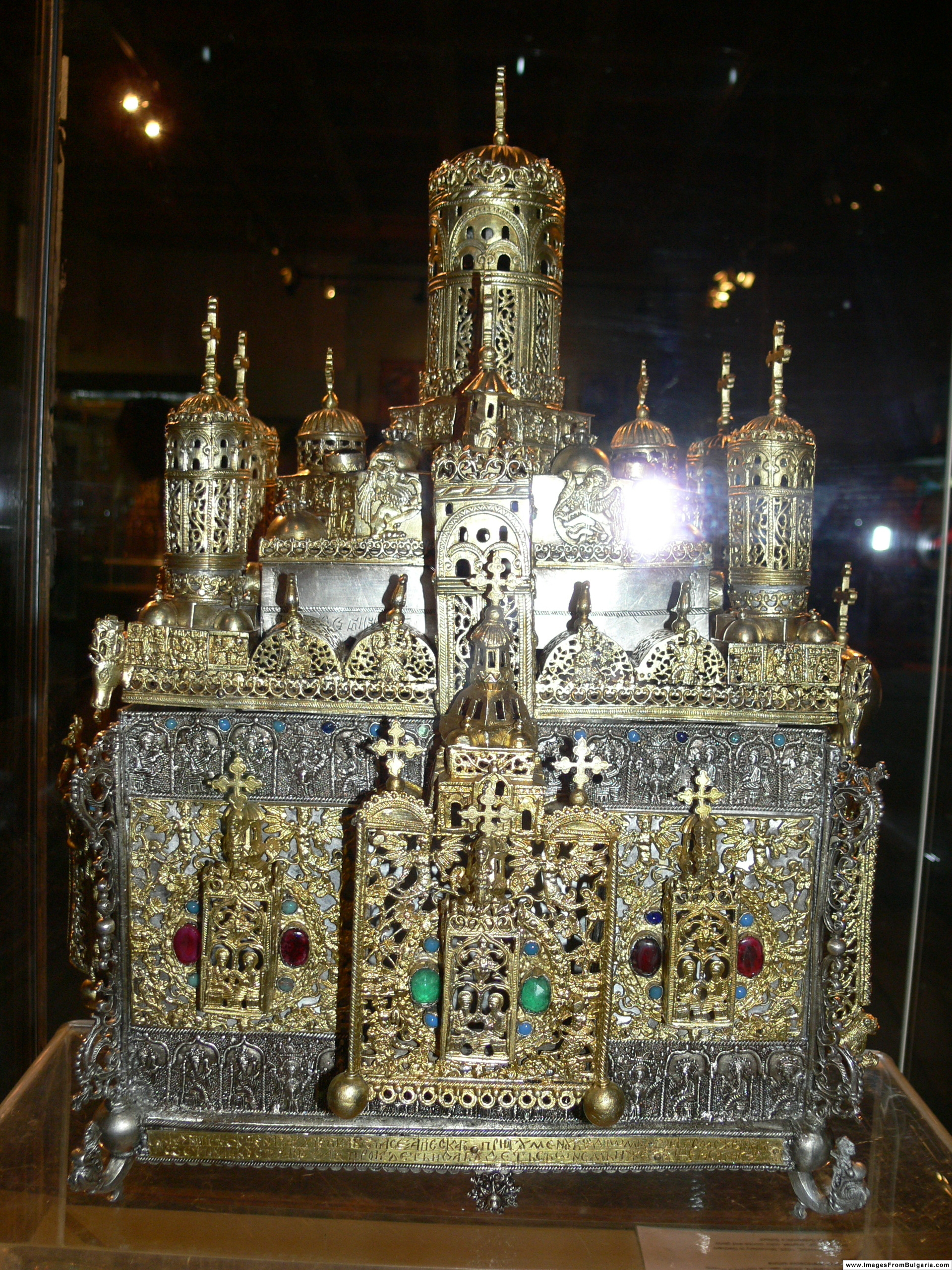
A csiprovci aranyműves iskola munkája, 17. század; Nemzeti Történelmi Múzeum

Csiprovci fejlődésének csúcspontját a 17. században érte el, amikor a Balkán ezen területének egyik nyüzsgő kulturális, vallási és kereskedelmi központjaként tartották számon. „Bulgária virágának” is nevezték, a város fellendülését Dalmácia mellett a reneszánsz mozgalom egyetlen balkáni résztvevőjének tartják. A helyi előkelőségek tagjai közül sokan Rómában tanultak, a Collegio Clementinóban és a La Sapienza Egyetemen. A külföldi ferencesek helyét fokozatosan helyiek vették át, és az 1620-as évekre a bolgár katolikusok közvetlenül a pápa alá tartoztak. Szolinatot bolgár püspök követte a tisztségben, a csiprovci illetőségű Ilija Marinov (Илия Маринов) követte, őt pedig a szintén helyi Petar Bogdan Baksev (Петър Богдан Бакшев), aki ellátogatott Havasalföldre, Varsóba, Bécsbe, Rómába és Anconába is, hogy a közösség támogatásához anyagi segítséget szerezzen. Az 1640-es években létrejött a marcianopolisi egyházmegye Petar Parcsevics (Петър Парчевич) vezetésével, és a nikápolyi egyházmegye Filip Sztaniszlavov (Филип Станиславов) vezetésével. Utóbbit Csiprovciban Francseszko Szojmirovics (Франческо Соймирович) képviselte. A városban nem mindenki volt katolikus, jelentős ortodox lakossága is volt a településnek; a csiprovci monostor ma is áll.
Csiprovci bányászvárosból kereskedelmi központtá fejlődéséhez nagy mértékben hozzájárultak az ide betelepült raguzai kereskedők, az itteni fémmegmunkálás minősége, valamint az is, hogy nem volt a környéken állandó oszmán jelenlét és a lakosság privilégiumokban is részesült. A 17. század közepére a bányászat hanyatlani kezdett, mivel az ezüstlelőhelyeket szinte teljesen kimerítették (1666-ban már csak 16 vasöntöde működött), ez pedig arra kényszerítette az itt élőket, hogy jövedelmezőbb munka után nézzenek. 1659-től a provadijai raguzai kereskedők megváltoztatták a Szófián át Dubrovnikba vezető útvonalukat, kitérőt téve Csiprovciba. A helyiek bőráruval, szőnyegekkel, textíliákkal, ruhaneműkkel, arany- és ezüstékszerekkel, fém szerszámokkal és szarvasmarhával kereskedtek. A csiprovci kereskedők először csak Vidinben, Pirotban, Szófiában és Vracában árultak, később azonban megjelentek Isztambul, Thesszaloniki, Bukarest, Odessza, Brassó, Nagyszeben, Belgrád, Buda és Pest piacain is. Jelenlétük Oláhországban és Erdélyben volt a legerősebb, ahol állandó ügynökségeik és jelentős társaságaik voltak Târgoviștében, Câmpulungban és Râmnicban I. Máté havasalföldi fejedelem (1632–1654) idejében. A nemzetközi kereskedelem szélesítette a helyiek látókörét és elősegítette a kor európai kultúrájának bevezetését a környéken.
A katolikus monostort Petar Szolinat idejében építették és oktatási központként is funkcionált, az egyik legtekintélyesebb bolgár iskolának számított. Részben külföldi anyagi segítséggel működött, nyelvtant, számtant, logikát és filozófiát tanítottak itt mintegy 75–80 diáknak. A tanárok gyakorta a római Collegio Clementino bolgár növendékei voltak, az oktatás latin, bolgár és „illíriai nyelven” (a horvát nyelv egy változatán) folyt. Az iskolának saját könyvtára is volt, Bulgária egyik első könyvtára. Az 1630-as évektől működött a Csiprovci Irodalmi Iskola, olyan írókkal és fordítókkal, mint Petar Bogdan Baksev vagy Petar Parcsevics, akik könyveket adtak ki Bulgária történelméről, valamint különféle vallásos témákról.

### A csiprovci felkelés

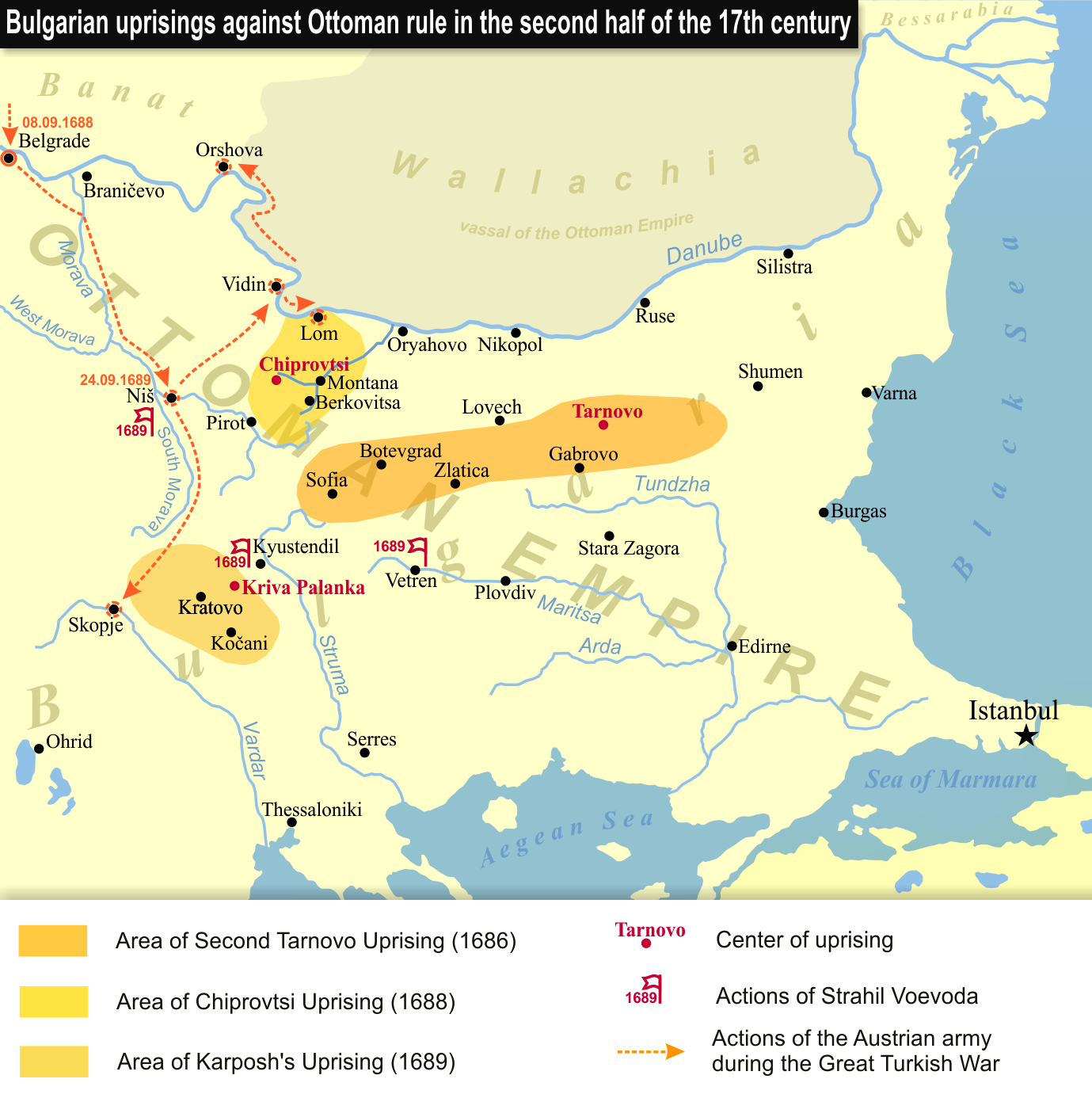
A 17. századi bolgár törökellenes felkelések térképe

Bár a régió szépen fejlődött, hatással voltak rá a folyamatos Habsburg–oszmán háborúk, gyakran vonultak át itt török, tatár és magyar lázadók. Az 1630-as évektől kezdve a szervezett oszmánellenes felkelés ötlete Csiprovciban is felmerült. A velencei szenátusnak írt beszámolójában Petar Parcsevics beszélt a hosszan tartó fegyverkezésről, és arról, hogyan folyamodtak a helybéliek segítségért Lengyelország és a Habsburg Birodalom uralkodóihoz. Innentől kezdve a csiprovciak a megfelelő időre vártak a lázadás kirobbantásához.
1683. szeptember 12-én a kahlenbergi csatában az oszmán haderők súlyos vereséget szenvedtek. 1684-ben létrejött a Szent Liga, a Habsburg Birodalom, a Lengyel–Litván Unió, a Velencei Köztársaság és a pápai állam részvételével, melyhez 1686-ban csatlakozott Oroszország is. Csiprovci vezetői úgy érezték, itt az ideje lépni. Úgy vélték, Belgrád visszavétele után 1688-ban az európai haderők Szófia felé fordulnak és felszabadítják Bulgáriát az oszmán elnyomás alól. 1688 tavaszán megindult a csiprovci felkelés. Pontos adatok nincsenek arról mennyire volt kiterjedt a felkelés, Szimeon Damjanov (Симеон Дамянов) szerint a környező falvak – úgy mint Kopilovci, Kliszura és Zselezna – is részt vettek benne, valamint több ezer ember az északnyugati régióból. Bár a felkelés vezetői katolikusok voltak, a lázadók nagy része ortodox vallású volt. Mintegy 200 vajda vett részt a felkelés vezetésében, ami alátámaszthatja Schmitth Miklós magyar történész kijelentését, miszerint a lázadás egész Nyugat-Bulgáriát érintette. A felkelőket hat Habsburg ezred támogatta Heißler tábornok vezetésével, sikerült is elfoglalniuk Kutlovicát egy kis időre, de végül legyőzték őket az oszmán seregek, akiket Thököly Imre is segített. Október 18–19-én az oszmánok lerohanták Csiprovcit és bevették, foglyul ejtve mintegy 2000 embert. Mintegy 3000 helyinek sikerült a Dunán túlra menekülni a maradék lázadó katonák segítségével. Sokan a Habsburg-területeken telepedtek le, bolgár kolóniát hoztak létre a Bánságban, valamint Déván és Alvincen. Magyarországon Szentendrén telepedtek le. Csiprovcit az oszmánok kifosztották, felégették, lakói elmenekültek, kapcsolata a nyugati világgal szinte teljesen megszűnt.

### Újranépesítés; modern idők
Csiprovci a felkelést követő néhány évtizedben elhagyatott maradt. 1699-ben az oszmánok megpróbáltak 1238 Habsburg-ellenes magyar lázadót idetelepíteni, ötéves adómentességet ígérve nekik, de ez a lépés sikertelennek bizonyult, 1717-ben ezeket a magyarokat Ruszébe költöztették, majd Nišbe küldték harcolni.
Végül a régióba az 1720-as évektől kezdve ortodox bolgárokat telepítettek be. 1737–1738-ban a szultán amnesztiát hirdetett a felkelőknek, majd 1741-ben megengedte a javaik visszaszerzését is, bár nem tudni, hazatért-e közülük bárki is. Az 1720-as és 30-as években a városban csak 12 házban laktak, 1750-re ez 150 házra nőtt. A helyi monostort 1703-ban egy Zoticus nevű pap élesztette újjá. A lázadás leverését követően a bányászat nem folytatódott a területen, a kereskedelmi kapcsolatok pedig megszakadtak, így az újonnan betelepülők mezőgazdasággal, szarvasmarha-tenyésztéssel, szőrmekereskedelemmel és később szőnyegszövéssel kezdtek foglalkozni.

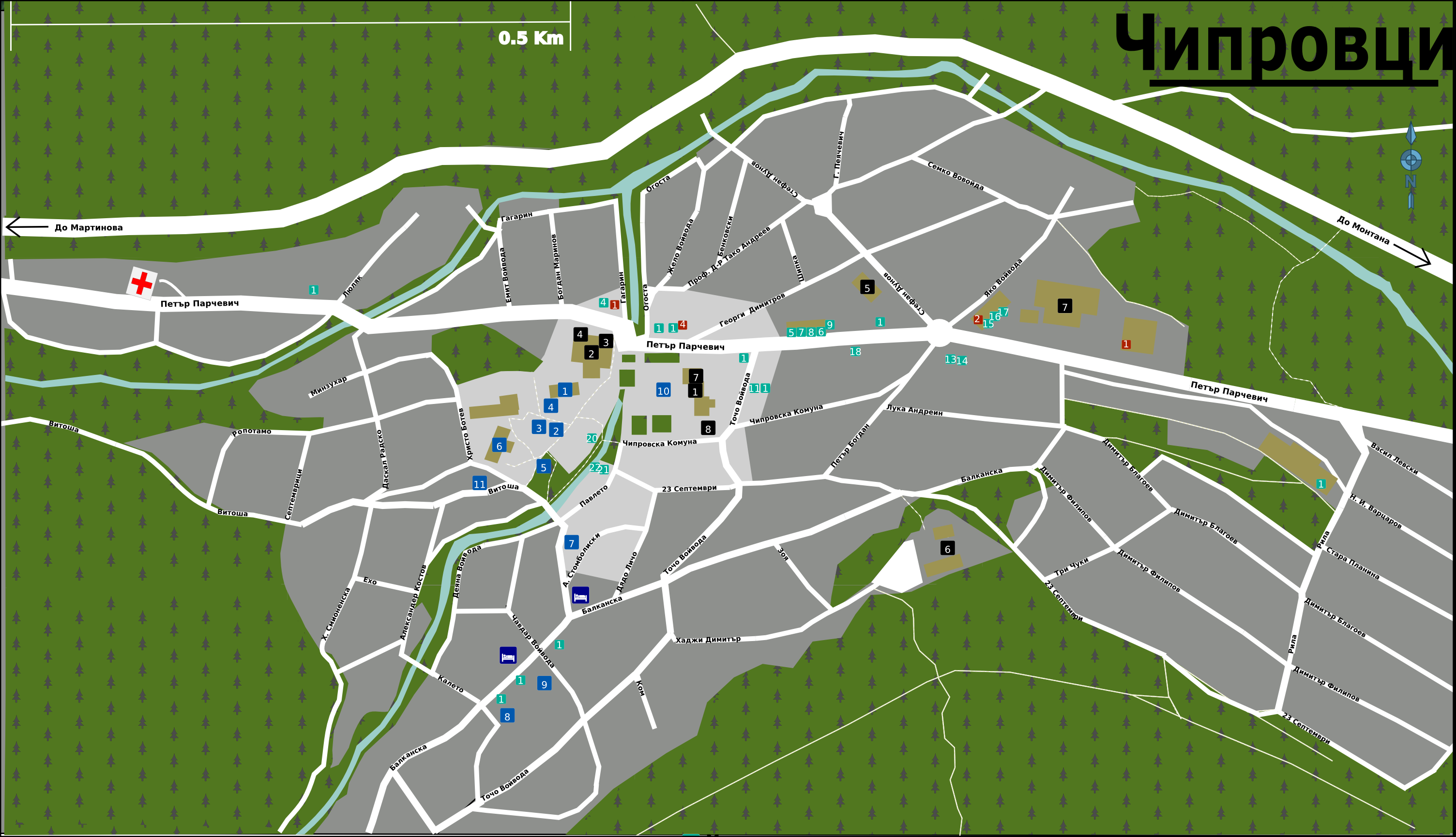
Csiprovci utcatérképe

Ami Boué francia–osztrák geológus 1836 és 1838 között járt a településen és azt írta, főként fiatal lányokat látott szőnyeget szőni, akik havonta csupán öt frankot kerestek ezzel a munkával, korábban még ennél is kevesebbet. 1868-ra Csiprovciban már több mint 14 000 m² szőnyeget készítettek évente. Az 1877–78-as orosz–török háborút követően Csiprovci Észak-Bulgária többi területével és Szófiával együtt az Oszmán Birodalom fennhatósága alatt álló autonóm Bolgár Fejedelemség részévé vált. 1896-ban csaknem 1400 nő foglalkozott Csiprovciban és környékén szőnyegszövéssel. 1920-ban a helyiek létrehozták Bulgária egyik első szőnyegszövő szövetkezetét.
Az 1950-es években újra fellendült az ércbányászat a régióban, mely művelt fiatalokat vonzott a településre. 1968. szeptember 12-én a település városi rangot kapott. A szocialista időkben a városban AK–47-tölténytárakat gyártottak, mintegy 400 embert foglalkoztatott az üzem. Az 1989-es rendszerváltást követően a bányászat újra szünetelt a megfelelő fedezet hiányában, a gyárat bezárták, a szőnyegipar pedig elvesztette külföldi piacait és hanyatlásnak indult. Ennek következtében a város és a kistérség is népességcsökkenéssel küzd.

## Közigazgatás, oktatás és gazdaság

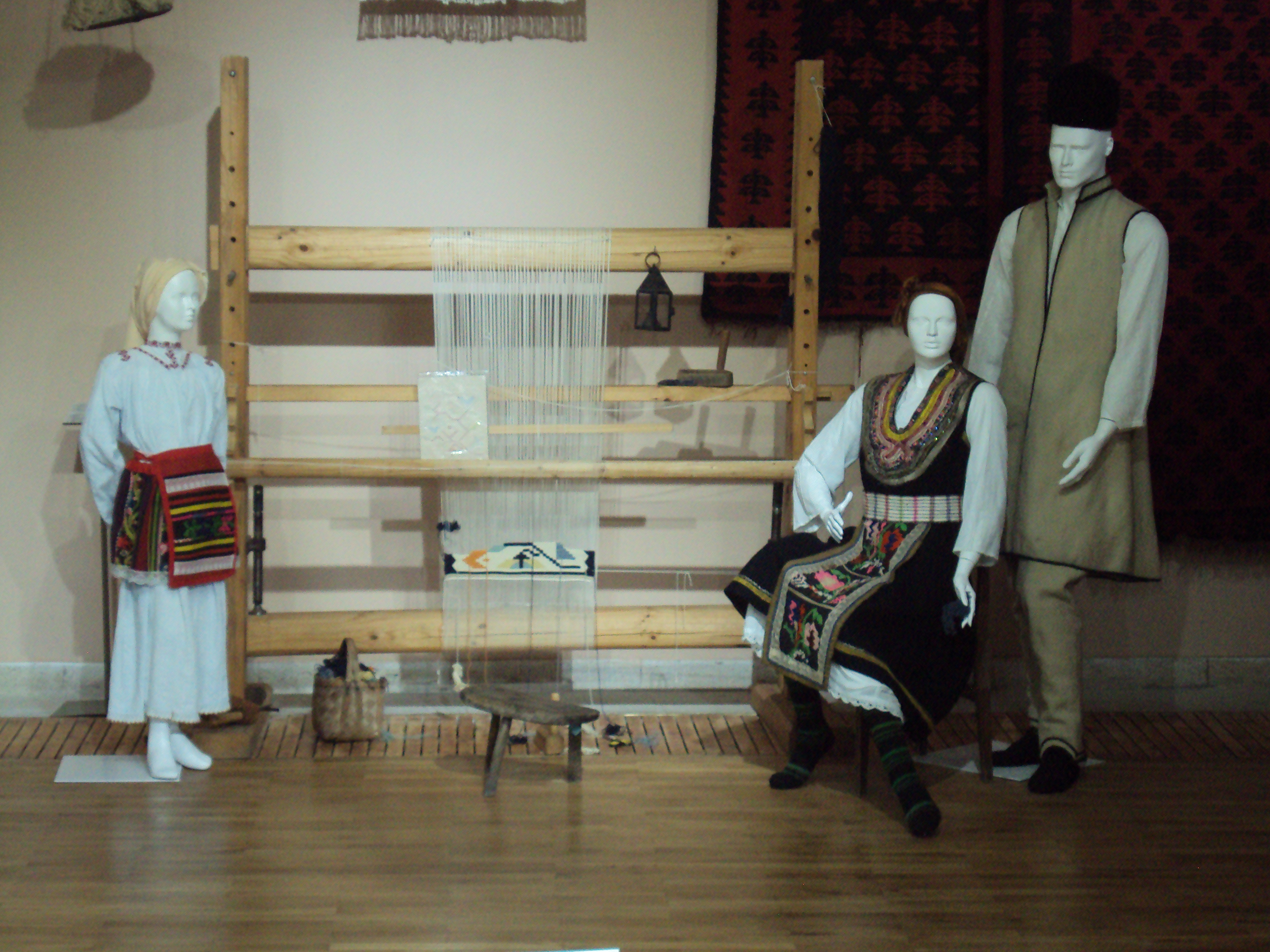
Szőnyegszövés; Csiprovci Történeti Múzeum

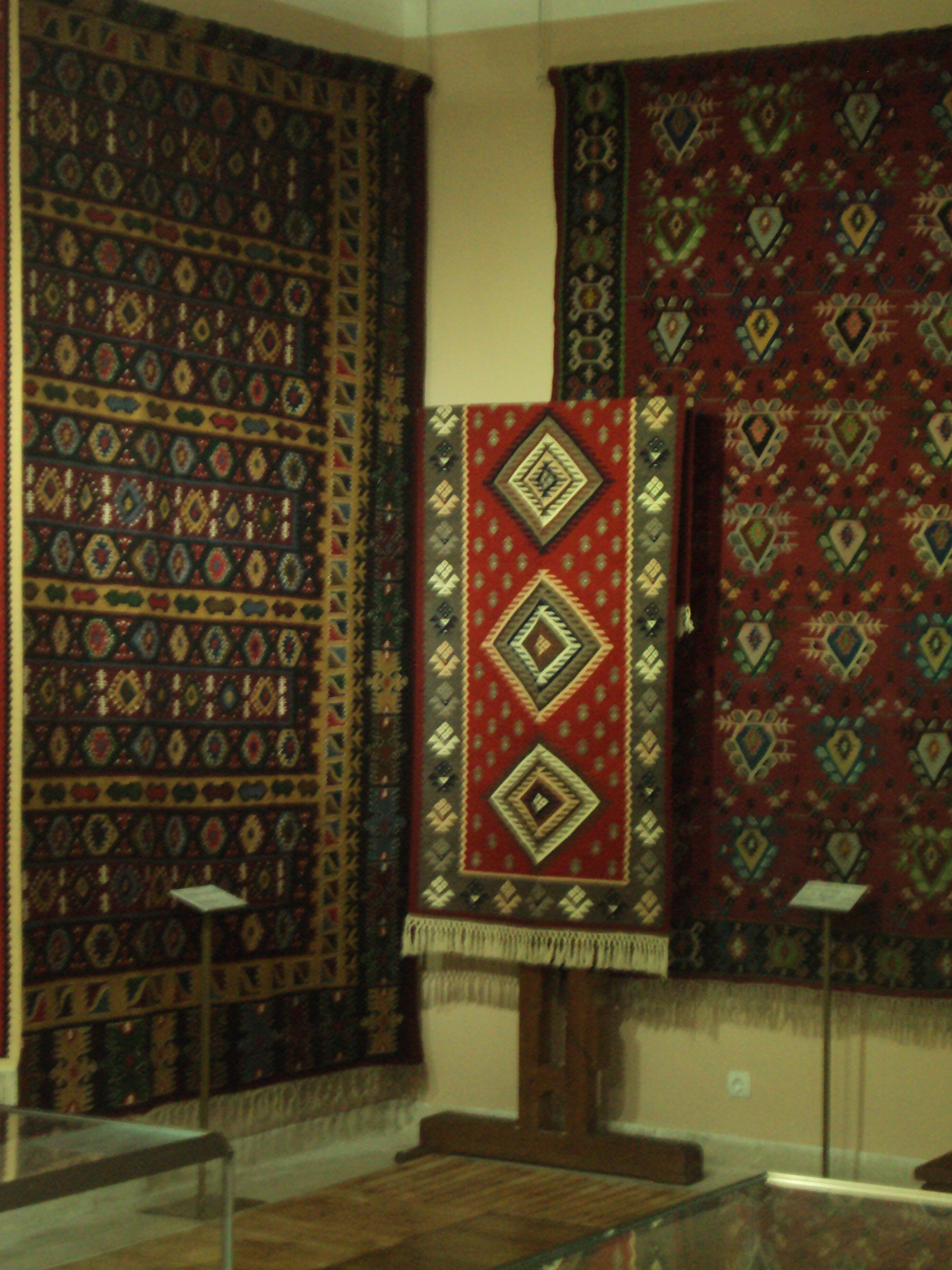
Helyi szőnyegek

A kistérség élén a polgármester áll (kmet), őt segíti az alpolgármester és a titkár. A polgármesteri hivatalnak két főosztálya van, az általános ügyintézés és a specializált ügyintézés. Az általános ügyintézés alá tartozik az információs szolgálat, a pénzügyi-gazdasági és vagyonkezelési osztály; a specializált ügyintézés alá a költségvetés-tervező és felügyelő osztály, valamint a területi és községi tervező és építésügyi osztály. A kistérségnek nincs saját bírósága vagy ügyészsége, a montanai megyei hivatalok hatáskörébe tartozik. A helyi rendőrség a montanai rendőrséghez tartozik.
A városban egy általános iskola található (1–4 osztály), valamint egy középiskola (4–12 osztály); mindkettő az 1624-ben alapított iskola utódjának tartja magát. A két iskola a teljes kistérséget kiszolgálja, mert a nagyobb falvak iskoláit bezárták. 1977-ben a középiskolába mintegy 600 tanuló járt, 1989-re ez a szám 400-ra csökkent. 2008-ban csupán 142 tanulója volt, 2015-ben már csak 84. Csiprovci óvodája az egyetlen a kistérségben, korábban 15 óvoda működött.
A szőnyegszövés (kilim) hagyományát továbbra is életben tartják Csiprovciban, bár már jobbára csak idősebb nők foglalkoznak vele, mivel a fiatalok a nagyvárosokba költöztek jobb munkalehetőség reményében. A helyi kilimeket a hagyományos módon, a régi eszközök segítségével szövik. Ma már az internetnek köszönhetően számos külföldi vevő keresi a csiprovci szőnyegeket. A hagyományos minták mellett a vevők maguk is kérhetnek mintákat. Egy 3×4 méteres szőnyeg elkészítése körülbelül 50 nap, minden szőnyeg kézzel készül és természetes fonalból, legfőképp gyapjúból, természetes színezőanyagokkal színezve. A helyi szőnyegeket kiállították már például Londonban, Párizsban, Liège-ben és Brüsszelben. 2014-ben a csiprovci szőnyegszövést az UNESCO a szellemi kulturális örökség részévé nyilvánította.
A kistérség a turizmus fejlesztését is szem előtt tartja, több családi házat kis panzióvá alakítottak. 2004-ben 65 embert foglalkoztatott a turizmus, ugyanebben az évben 2350 turista érkezett a kistérségbe, akik közül 254 volt külföldi. 2015-ben a kistérség polgármestere úgy nyilatkozott, a történelmi turizmus mellett a természetjárást is szeretnék fejleszteni, túraútvonalak létrehozásával, például a 18 kilométerre lévő vízesés eléréséhez. A bruttó hazai termék szempontjából a Csiprovci kistérség a 113. helyen áll 264 kistérség közül, az emberi fejlettségi index tekintetében pedig 67.
2008 szeptemberében fluoritlelőhelyek megnyitásáról számoltak be a helyi hírek, melyeket egy bolgár cég tervezett bányászni. A cég 14,5 millió levát fektetett a bányába, és évente 150 000 tonna ércet tervezett kitermelni. 2008-ban 73 bányászt alkalmaztak. 2016-ban a bányát bezárták, mert a készleteket csaknem kimerítették és a fluorit piaci ára is jelentősen csökkent, emiatt nem volt költséghatékony a bánya fenntartása. A bánya 116 embert bocsátott el.

## Kultúra és vallás

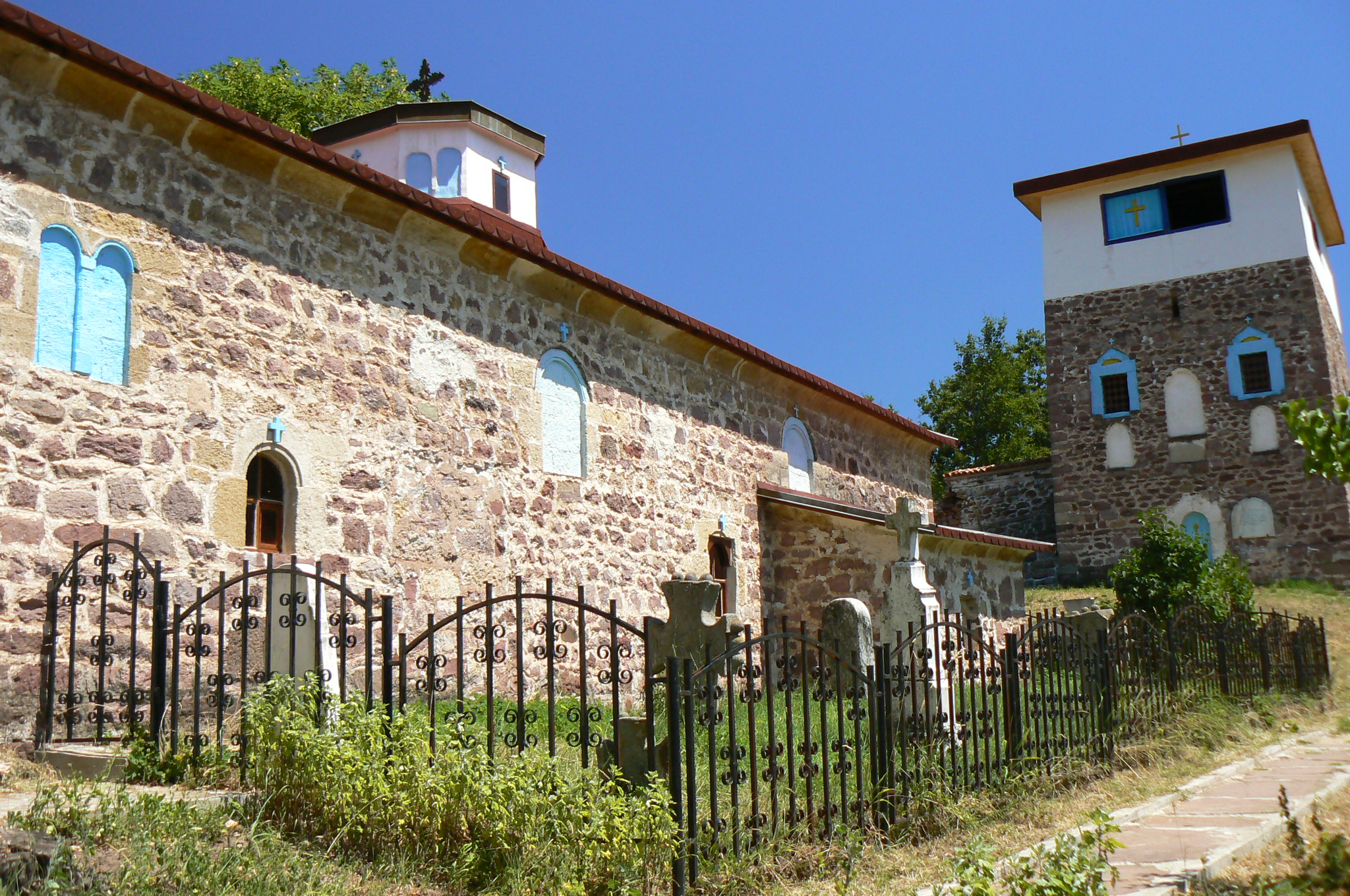
A csiprovci monostor

A helyi lakosok többsége a torlaki népcsoporthoz tartozik és az átmeneti bolgár nyelvjárások közé tartozó belogradcsik nyelvjárást beszélik. A lakosság többsége a bolgár ortodox egyház tagja. A kistérségben 30 regisztrált műemlék található, valamint 12 felszentelt kőkereszt. Ezek a kőkeresztek jellemzőek Bulgária északnyugati részére, és mindegyiket egy-egy szentnek állították. Vallási szerepük mellett határjelölőként is szolgálnak. Többségük felállítási időpontja nem ismert, három kivételével: Szent Demeter (1755), Szent Péter és Szent Pál (1781), valamint Istenszülő (1874).
Csiprovci régiójára jellemző az úgynevezett családi védőszentek (szvetec, a szerb slava-hoz hasonló) tisztelete. Ez a hagyomány emberemlékezet óta létezik a térségben, és a szokás szerint a családi szentet egy gyertya véletlenszerű kiválasztásával választják. A családi védőszent a házhoz kapcsolódik, így ha menyecske érkezik a házhoz, el kell fogadnia az ottani védőszentet is. Ha egy családtag elköltözik vagy új házat épít, új védőszentet választ.
A Csiprovci Történeti Múzeumnak két régi stílusú épület ad helyet és öt állandó kiállítása van, melyek a helyi történelmet, életmódot mutatják be az ókortól napjainkig, különös tekintettel a katolikus vallás hatására, valamint a csiprovci bányászat történetét, és az aranymegmunkálás, valamint a szőnyegszövés termékeit is itt állítják ki. A városban található egy ortodox templom (Krisztus Mennybemenetele-templom) és megőrizték az egykori római katolikus Szúz Mária-templom romjait. A csiprovci monostor a városon kívül található; ezen felül több ortodox templom és egy másik monostor romjai is megtalálhatóak a településen.
A városban található kultúrház (csitaliste), melynek nyolc faluban vannak kirendeltségei. Működik itt fiatalokból álló tánccsoport, népzenei együttes, színjátszókör és különféle kultúrkörök, például népszokások felelevenítésével foglalkozó hagyományőrző kör is. A csitaliste kilenc könyvtárában összesen 65 975 könyv található. A településen megszűnt a járóbeteg szakrendelő, de van gyógyszertár.

## Híres csiprovciak
- Aljosa Kafedzsijszki (Альоша Кафеджийски), szobrász
- Georgi Pavlov (Георги Павлов), festő
- Kamelia, énekesnő

## Fordítás
Ez a szócikk részben vagy egészben  a   Chiprovtsi című angol Wikipédia-szócikk ezen változatának fordításán alapul.  Az eredeti cikk szerkesztőit annak laptörténete sorolja fel. Ez a jelzés csupán a megfogalmazás eredetét és a szerzői jogokat jelzi, nem szolgál a cikkben szereplő információk forrásmegjelöléseként.